# Club Deportivo Mirandés 2021-2022
Questa voce raccoglie le informazioni riguardanti il Club Deportivo Mirandés nelle competizioni ufficiali della stagione 2021-2022.

## Maglie e sponsor
| Casa | Trasferta | Terza divisa |

## Rosa
| N. |                           | Ruolo | Calciatore               |
| -- | ------------------------- | ----- | ------------------------ |
| 2  | Spagna (bandiera)         | D     | Sergio Carreira          |
| 4  | Colombia (bandiera)       | D     | Anderson Arroyo          |
| 5  | Spagna (bandiera)         | D     | Odei Onaindia (capitano) |
| 6  | Spagna (bandiera)         | C     | Álex López               |
| 7  | Spagna (bandiera)         | C     | César Gelabert           |
| 8  | Spagna (bandiera)         | C     | Víctor Meseguer          |
| 9  | Francia (bandiera)        | A     | Haissem Hassan           |
| 10 | Spagna (bandiera)         | C     | Iñigo Vicente            |
| 11 | Spagna (bandiera)         | C     | Simón Moreno             |
| 12 | Rep. del Congo (bandiera) | C     | Warren Tchimbembé        |
| 13 | Spagna (bandiera)         | P     | Raúl Lizoain             |
| 14 | Spagna (bandiera)         | C     | Roger Brugué             |

| N. |                       | Ruolo | Calciatore               |
| -- | --------------------- | ----- | ------------------------ |
| 16 | Spagna (bandiera)     | C     | Martín Calderón          |
| 17 | Spagna (bandiera)     | A     | Alejandro Marqués        |
| 18 | Spagna (bandiera)     | C     | Jon Ander Garrido        |
| 19 | Spagna (bandiera)     | D     | Imanol García de Albéniz |
| 20 | Spagna (bandiera)     | D     | Iago López               |
| 21 | Croazia (bandiera)    | D     | Niko Datković            |
| 22 | Spagna (bandiera)     | C     | Rodrigo Riquelme         |
| 23 | Spagna (bandiera)     | C     | Oriol Rey                |
| 24 | Spagna (bandiera)     | A     | Sergio Camello           |
| 26 | Spagna (bandiera)     | A     | Jorge Aguirre            |
| 27 | Spagna (bandiera)     | P     | Ramón Juan               |
|    | Slovacchia (bandiera) | A     | Samuel Mráz              |